# 道の駅福光

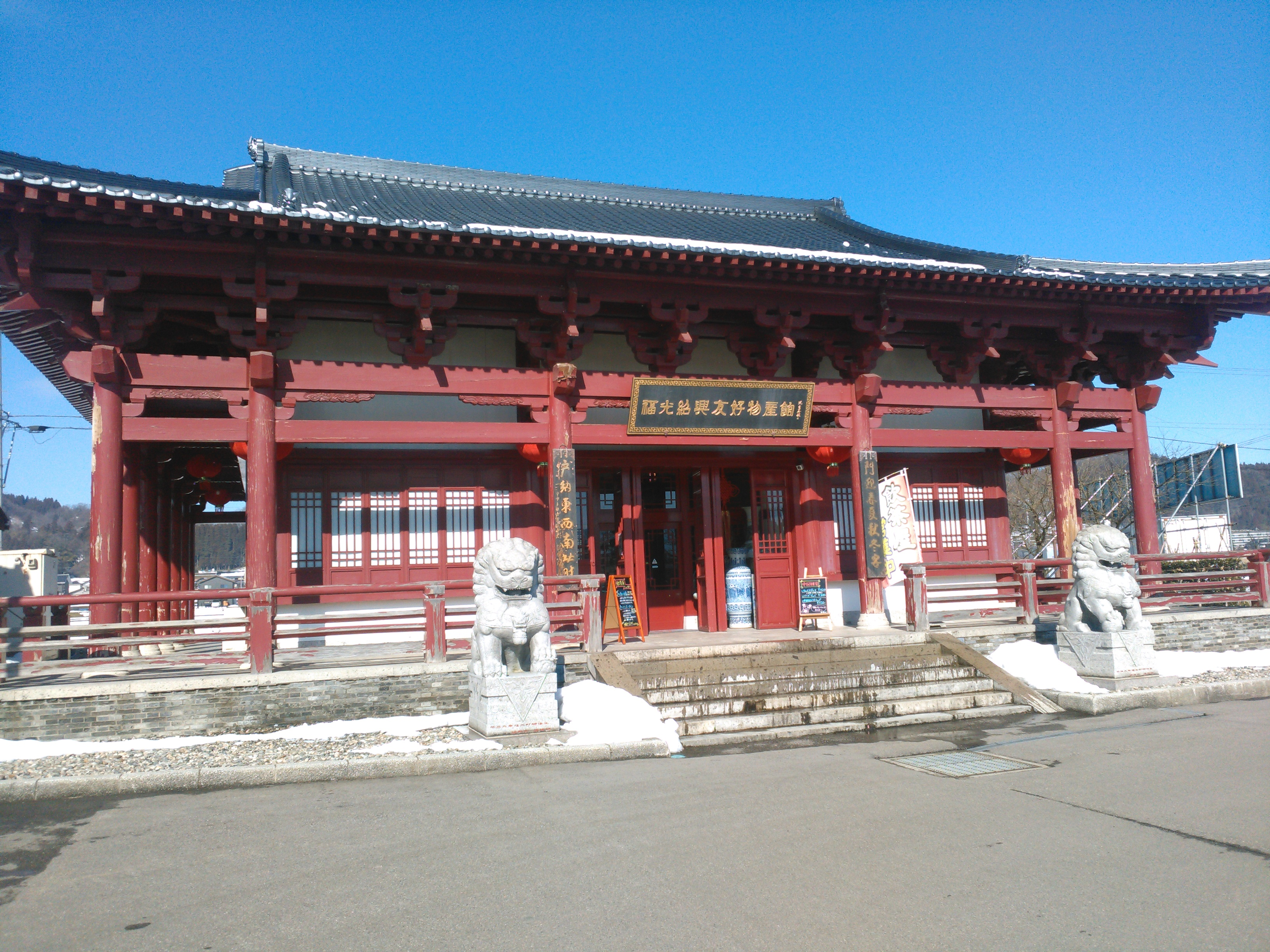
中国紹興友好物産館

道の駅福光（みちのえき ふくみつ）は、富山県南砺市中ノ江にある国道304号の道の駅である。愛称はなんと一福茶屋（なんといっぷくちゃや）。

## 概要
福光町が「なんと一福茶屋」の施設名で整備し、1995年4月14日に開業。自治体単独で整備した道の駅では富山県内で初めてのケース。また、2004年には福光町の友好都市である中華人民共和国紹興市にちなんだ施設「中国紹興友好物産館」も開業している。
富山県の統計によると、2020年度の観光客の入込客数が120万人を記録し、県内では入込客数が最多の観光地となっている。

## 施設
- 駐車場
  - 普通車：110台
  - 大型車：9台
  - 身障者用：1台
- トイレ（いずれも24時間利用可能）
  - 男：大 3器、小 8器
  - 女：8器
  - 身障者用：3器
- 公衆電話：1台
- なんと一福茶屋
  - レストラン「たんぽぽ」（9:00 - 18:00）
  - 物産展示販売コーナー（9:00 - 18:00）
  - 観光案内所
- 農産物直売所「なんといっぷく市」（9:00 - 18:00）
- 中国紹興友好物産館

### 管理団体
- 設置者：南砺市
- 指定管理者：道の駅福光株式会社[8][9]

## 休館日
- 年末年始

## アクセス
- 国道304号 - 登録路線
  - 富山県道355号才川七法林寺線
  - 富山県道27号金沢井波線
- 加越能バス南砺 - 金沢線「道の駅福光」下車
- なんバス（南砺市営バス）土山線「中の江」下車（平日のみ運行）
- なるわ交通 ラン♪RUN♪BUS南砺ルート「道の駅福光」下車（無料の送迎バス）[10]

※路線バスについては、南砺市公式サイトの令和4年度なんバス時刻表 (PDF) も参照。

## 周辺
- イオックス・アローザスキー場
- 棟方志功記念館 愛染苑（あいぜんえん）
- 南砺市役所（旧福光庁舎、庁舎統合に伴い本庁舎へ移行）
- 光徳寺
- 西日本旅客鉄道（JR西日本）城端線 福光駅
- 小矢部川